# Krynica-Zdrój
Krynica-Zdrój é um município da Polônia, na voivodia da Pequena Polônia e no condado de Nowy Sącz. Estende-se por uma área de 39,68 km², com 10 757 habitantes, segundo os censos de 2018, com uma densidade de 271 hab/km².